# Урфин Джюс и его деревянные солдаты
 Урфи́н Джю́с и его деревя́нные солда́ты  (1963) — сказочная повесть Александра Мелентьевича Волкова, вторая книга из его цикла о Волшебной стране и первое из продолжений к сказке «Волшебник Изумрудного города», не опирающихся непосредственно на сказки Л. Ф. Баума о стране Оз.

## Сюжет
Когда ещё злая волшебница Гингема была жива, в стране Жевунов обитал столяр по имени Урфин Джюс, который обладал угрюмым характером и ненавидел своих сородичей вплоть до того, что во всём старался отличаться от них, а также вёл отшельнический образ жизни. Он попросился в услужение к Гингеме и стал помогать ей собирать дань. В один день Гингема захотела уничтожить всех людей и отправила в мир за пределами Волшебной страны ужасный ураган, но добрая волшебница Виллина обезвредила его, направив ураган лишь на домик-фургон в Канзасе, который упал на Гингему и раздавил её. Неожиданно в домике оказалась девочка Элли со своим пёсиком Тотошкой, и Виллина посоветовала ей отправиться в Изумрудный город, к могущественному волшебнику Великому и Ужасному Гудвину. В этот день Урфин Джюс уходит по поручению Гингемы в дальнюю часть Голубой страны. Узнав о гибели своей хозяйки, Урфин осматривает её пещеру и, не найдя ничего полезного для себя, предлагает единственному оставшемуся здесь из филинов Гуамоколатокинту жить у него. Филин соглашается, признав в нём преемника колдуньи, и Урфин возвращается в свою деревню. Также честолюбивый филин позднее заявляет, что в знак уважения к его длинному имени, которое Урфину трудно произносить полностью, его можно называть Гуамоко — «на меньшее он не согласен».
Однажды буря заносит на огород Урфина семена странного растения с невероятной жизненной силой: при попытках его вырубить оно только быстрее разрастается. Благодаря подсказке Гуамоко столяр останавливает нашествие сорняка, высушив измельчённые растения на противнях. Так Урфин получает странный бурый порошок, который впоследствии оказывается живительным. Он обнаруживает это случайно, после того, как по невнимательности просыпает порошок на медвежью шкуру. Исследовав свойства порошка и оживив деревянного клоуна, своего будущего помощника, Урфин решает создать свою собственную армию из деревянных солдат и завоевать Голубую страну. В то же время он набивает медвежью шкуру опилками и называет Топотуном. Хотя дуболомы (так Урфин назвал своих солдат) не блещут умом, покорение робких Жевунов проходит довольно гладко. Спустя какое-то время до Голубой страны доходит весть об отлёте Гудвина, и Урфин осмеливается выступить на Изумрудный город, чтобы захватить и его. В пути Урфин основательно измучивается со своим неопытным и глуповатым войском. Их наступление обнаруживает ворона Кагги-Карр — именно она давным-давно подала Страшиле идею получить мозги, и теперь, став правителем Изумрудного города, Страшила в благодарность сделал её одной из своих придворных. К сожалению, жители боятся защищать город, и на городской стене дежурят лишь сам Страшила, Фарамант и Дин Гиор. Они успешно отбивают несколько атак, но Урфин идёт на подлость: ночью он перебрасывает через стену деревянного клоуна с наказом отыскать среди горожан предателя, готового открыть городские ворота. Этим предателем становится Руф Билан, который обманывает троих защитников и впускает захватчиков, чем заслуживает должность главного государственного распорядителя. Кагги-Карр, улетевшая чуть ранее, зовёт из Фиолетовой страны на помощь Железного Дровосека, но он, как и Страшила, попадает в плен к узурпатору. Лишь немногие придворные соглашаются служить Урфину, и остальные горожане презирают и ненавидят их. Урфин приказывает запереть Страшилу и Дровосека в высокой башне на шесть месяцев. Если через положенный срок друзья не согласятся стать его наместниками, то их ждёт конец.
Страшила и Дровосек посылают Кагги-Карр в Канзас с письмом о помощи. На ферме как раз гостит моряк Чарли Блек, дядя Элли и брат её мамы. Несколько лет назад родители узнали, что он попал в плен к людоедам на далёком острове, и не стали огорчать Элли этой новостью, а потом она и вовсе позабыла, что у неё был дядя. Конечно, Элли рассказывает ему о Волшебной стране, и они сильно привязываются друг к другу. Узнав, что Страшила и Дровосек в беде, Элли, Тотошка и Чарли Блек отправляются в поход вместе с вороной. Умелый моряк берёт с собой множество подручных и полезных вещей, и с их помощью путешественникам легче преодолевать трудности пути. По Великой пустыне они едут на сухопутном корабле, сделанном дядей Чарли, но его притягивает к себе один из чёрных камней Гингемы, поставленных ею для того, чтобы не пускать в Волшебную страну людей из Большого мира. Они не могут отойти слишком далеко от разрушенного корабля и камня, и Элли, видя, как Кагги-Карр волнуется в клетке, просит дядю выпустить её на волю. Сами они тоже пытаются покинуть пределы камня, но он всё время притягивает их обратно, обрекая их на смерть от голода и жажды. Через неделю ворона возвращается с чудесным виноградом, данным ей волшебницей Виллиной: именно к ней Кагги-Карр так хотела полететь за советом. Виноград придаёт всем силы, и они преодолевают колдовство камней, а затем и горы. В стране Жевунов Элли снова встречается с местными жителями, от которых узнаёт о Кабре Гвине, здешнем наместнике Урфина, и об охраняющем его взводе дуболомов. Кагги-Карр снова улетает, теперь за Смелым Львом, но, к сожалению, на обратном пути навещает Страшилу с Дровосеком и, не сдержавшись, рассказывает им о прибытии Элли и её дяди в Голубую страну. Страшила на радостях созывает под башенным окном толпу и рассказывает эту весть народу, а Руф Билан случайно оказывается в этой толпе и передаёт слова Страшилы Урфину. Урфин в гневе повелевает бросить Страшилу на время в карцер, а Элли поймать и привести к нему. По возвращении Кагги-Карр со стыдом признаётся дяде Чарли в своей излишней болтливости, однако обещает незаметно провести их мимо постов дуболомов и полицейских. Дождавшись Льва и освободив Голубую страну от Кабра Гвина, друзья идут к Изумрудному городу, но на дороге из жёлтого кирпича наконец становится слишком небезопасно: повсюду снуют деревянные создания Урфина. От Рамины, королевы мышей, им становится известно о заброшенном подземном ходе. В этом ходе они преодолевают долгий путь, сражаются с Шестилапым и заглядывают через маленькое окошко в страну подземных рудокопов. Ход приводит их к той самой башне, где заточены Страшила и Дровосек. Узнав от них, где держат Фараманта и Дина Гиора, дядя Чарли маскирует Элли по её просьбе под местную жительницу и незаметно для дуболомов спускает из окна башни на землю. Она, спрятав в корзине с ягодами пилку, проходит под этим предлогом в королевскую кухню — оттуда можно попасть в подвал с пленниками. Ей помогает знакомый повар, и, освободив ещё одних друзей, она перебирается с ними через городскую стену, а утром встречается с дядей и остальными у подземного хода.
Все отправляются в Фиолетовую страну, искусные мастера которой могут изготовить оружие, так необходимое для предстоящей борьбы с Урфином Джюсом. В Фиолетовой стране наместником является Энкин Флед, очень самолюбивый и в то же время трусливый человек. Дин Гиор посылает ему с Кагги-Карр искусный ультиматум, из-за чего тот решает выйти на открытый бой, а не отсиживаться во дворце. Дровосек разбивает весь его взвод дуболомов, хотя его разрушают последний из них и капрал взвода. Энкин Флед умоляет о пощаде, и его с презрением берут в плен. Когда Дровосека восстанавливают, начинается подготовка решающего боя против Урфина и его армии. Жители Изумрудной страны тоже тайно готовят восстание. Тем временем Урфин за строительством новых солдат обнаруживает, что у него закончился живительный порошок. Узнав о том, что в Фиолетовой стране проходят какие-то таинственные приготовления, он решает ничего не откладывать и объявляет о походе против «мятежников». Но когда он со всеми своими солдатами подходит к землям Мигунов, то оказывается в ловушке между двумя армиями: армией Фиолетовой страны и неожиданно выступившими сзади повстанцами из Изумрудной. Мигуны выкатывают большую деревянную пушку и стреляют из неё огненным мусором, и, хотя пушка разрывается от единственного удара, дуболомы в панике разбегаются, но их хватают и связывают Мигуны. Урфина также не обходит эта участь.
После свержения самозванца главный предатель Руф Билан скрывается от преследования в Пещере, убежав туда через подземный вход, начинающийся в башне. Дровосек пытается догнать его и вразумить — в Пещере легко потеряться и погибнуть, — но Руф Билан бесследно исчезает. Самого Урфина Джюса судят. Дядя Чарли и Элли предлагают в качестве наказания «просто оставить его наедине с самим собой», среди тех людей, кого он хотел захватить, и он уходит из города куда глаза глядят. Дуболомам по гениальной идее Страшилы вырезают вместо свирепых лиц добрые, и это в корне меняет их характер: они становятся трудолюбивыми работниками, их генерал Лан Пирот — учителем танцев, а полицейские — курьерами и почтальонами. Попрощавшись со своими товарищами, Элли, Чарли Блек и Тотошка пускаются в обратный путь. Фарамант сохраняет их очки в особом отделении шкафчика и на вопрос девочки, значит ли это, что он верит в их возвращение, отвечает: «Кто знает?»

## Разница версий
Существуют две версии книги: оригинальная версия 1963 года и вторая, выпущенная позже с немного изменённым текстом.
- В первом издании жители Изумрудного города при приближении врага прячутся по домам, и оборонять город приходится только Дину Гиору, Фараманту и самому Страшиле (что ближе по сюжету ко второй книге Баума). Во втором варианте в городе узнают о приходе дуболомов Урфина Джюса заранее, и все граждане участвуют в обороне.
- Деревянный клоун Урфина Джюса — Эот Линг — в оригинальном издании был безымянным.
- Переговоры с Руфом Биланом в оригинальном издании проводил Эот Линг, которого Урфин Джюс перебрасывал через городскую стену, и переговоры описаны подробно. Во втором издании предателя в городе ищет филин Гуамоко, и сами переговоры остаются «за кадром» (но при этом вариант с Эотом Лингом позже упоминается в книге «Огненный бог Марранов», которую Волков переписыванию не подвергал).
- В первом варианте Железный Дровосек откликается на призыв о помощи сразу же, во втором варианте только со второго раза по причине профилактического ремонта, но в последующих главах не было исправлено утверждение о том, что он явился, как только услышал о беде (причём это случилось, когда он работал).
- В оригинальном издании упоминалось, что жители Изумрудного Города мучились угрызениями совести из-за своей трусости во время осады, и это толкало их в дальнейшем к организации сопротивления. Во втором издании это упоминание, конечно же, отсутствует.

## Персонажи
- Элли
- Чарли Блек
- Тотошка
- Страшила Мудрый
- Железный Дровосек
- Смелый Лев
- Кагги-Карр
- Фарамант
- Лестар
- Урфин Джюс
- Гуамоко
- Топотун
- Эот Линг
- Лан Пирот
- Арум
- Бефар
- Ватис
- Гитон
- Дарук
- Ельвед
- Руф Билан
- Кабр Гвин
- Энкин Флед

## Истоки сюжета
Хотя книга «Урфин Джюс и его деревянные солдаты», как и остальные продолжения сказки «Волшебник Изумрудного города», уже не является пересказом одной из книг Баума, в ней заметны некоторые мотивы, присутствующие и у Баума.
Во второй книге Баума о стране Оз, «Чудесная Страна Оз», Страшилу также свергает захватившая Изумрудный город вражеская армия (девушки под командованием генерала Джинджер, которая в последующих книгах тоже становится хорошей), причем взять город ей удается гораздо быстрее, чем Джюсу. Однако у Баума Страшила не возвращается к власти (за исключением разве что эпизода из книги «Глинда из Страны Оз»), которой он тяготится: трон Изумрудного города переходит к Озме, законной наследнице королей, правивших ещё до Волшебника. При этом в событиях той книги гости из Большого мира не принимают никакого участия: Баум «вернул» Дороти в страну Оз только в последующих продолжениях. Победить захватчиков помогает волшебница Глинда, тогда как у Волкова Стелла в борьбу не вмешивается.
В той же книге, как и в некоторых других сказках Баума, присутствует и живительный порошок (от которого оживают Тыквоголовый Джек, Деревянный Конь и Рогач), правда, не имеющий никакого отношения к вражескому нашествию. Следует заметить, что у Баума живительный порошок изготовляет настоящий колдун по сложному рецепту. Урфин Джюс получает аналогичное средство гораздо более простым способом. Кроме того, у Баума мало просто посыпать оживляемый предмет, надо ещё произнести заклинание.
В книге Волкова присутствует моряк с деревянной ногой Чарли Блек, у Баума в девятой книге («Страшила из страны Оз») — капитан Билл. Мотив сухопутного корабля, на котором Элли и Чарли Блек преодолевают пустыню и попадают в Волшебную Страну, был заимствован из книги Баума «Путешествие в Страну Оз». Кроме того, в третьей книге Баума («Озма из страны Оз») присутствует образ подземного царства — королевства гномов.

## Экранизации и постановки
- «Волшебник Изумрудного города» — многосерийный мультфильм (СССР, 1974):
  - 6 серия «Тайна колдуньи Гингемы»
  - 7 серия «Корабль старого моряка»
  - 8 серия «Солдаты-садоводы».
- В 2016 году группа Power Tale записала рок-оперу «Урфин Джюс и его деревянные солдаты» в стиле пауэр-метал. Сюжет оперы достаточно сильно отличается от оригинала — из персонажей-«пришельцев» оставлен только моряк Чарли, сразу появляется орёл Карфакс, изначально настроенный помогать положительным персонажам, а также введена любовная линия между Стеллой и Джюсом, ставшая главной причиной, по которой Урфин Джюс вообще развязал войну. Впоследствии вышло два продолжения этой рок-оперы: «Семь подземных королей» (2018) и «Огненный бог Марранов» (2019).
- В 2017 году вышла полнометражная мультипликационная экранизация «Урфин Джюс и его деревянные солдаты». Режиссёры — Владимир Торопчин, Фёдор Дмитриев, Дарина Шмидт.
- В 2018 году в Архангельском театре драмы имени М. В. Ломоносова был поставлен инклюзивный спектакль «Урфин Джюс и его деревянные солдаты». Режиссёр — Анастас Кичик.